# Avia 51
De Avia 51 is een Tsjechoslowaakse passagiersvliegtuig gebouwd door Avia. De eerste vlucht vond plaats in 1933.

## Specificaties
- Bemanning: 2
- Capaciteit: 6 passagiers
- Lengte: 10,75 m
- Spanwijdte: 15,1 m
- Vleugeloppervlak: 38 m2
- Leeggewicht: 2 520 kg
- Startgewicht: 3 790 kg
- Motoren: 3× Avia R-12, 147 kW (200 pk) elk
- Maximumsnelheid: 273 km/h
- Kruissnelheid: 225 km/h
- Plafond: 5 000 m
- Vliegbereik: 780 km
- Klimsnelheid: 4 m/s

## Gebruikers
- Spaanse Republikeinen – 3 stuks